# Dessine-moi une famille
Dessine-moi une famille (Pictures of Hollis Woods) est un téléfilm américain réalisé par Tony Bill, diffusé en 2007.

## Synopsis
Hollis Woods, orpheline, vit chez Josie Cahill, une vieille femme artiste peintre mais souffrant de trous de mémoire assez importants. Hollis, douée en dessin, aime cette femme qu'elle trouve drôle et gentille. Pour pouvoir peindre avec elle, Hollis trouve mille et une raisons pour sécher les cours, prétextant des réunions entre les professeurs ou des jours fériés. Edna, son assistante sociale, arrive un jour et lui annonce qu'elle veut la placer chez une autre famille...
Le téléfilm met en parallèle la vie actuelle de Hollis chez Josie et son ancienne vie chez John et Izzy Reagan, avec qui elle avait passé tout un été dans leur maison de campagne. On ne connaîtra la raison de son départ de chez les Reagan qu'à la fin du téléfilm.

## Fiche technique
- Titre original : Pictures of Hollis Woods
- Réalisation : Tony Bill
- Scénario : Camille Thomasson, Daniel Petrie jr., Patricia Reilly Giff et Ann Peacock
- Musique : Chris Ledesma
- Pays : États-Unis
- Durée : 120 min

## Distribution
- Jodelle Ferland (VF : Camille Donda) : Hollis Woods
- Sissy Spacek (VF : Céline Monsarrat) : Josie Cahill
- James Tupper (VF : William Coryn) : John Regan
- Alfre Woodard (VF : Françoise Vallon) : Edna Reilly
- Judith Ivey (VF : Jocelyne Darche) : Beatrice Gilcrest
- Ridge Canipe (VF : Victor Naudet) : Steven Regan
- Julie Ann Emery (VF : Véronique Desmadryl) : Izzy Regan
- Eric Crump : le patron du théâtre
- Desirée Zurowski : la mère de Foster